# Воля-Казубова
Воля-Казубова (пол. Wola Kazubowa) — село в Польщі, у гміні Тушин Лодзький-Східного повіту Лодзинського воєводства.
Населення — 128 осіб (2011).

## Демографія
Демографічна структура станом на 31 березня 2011 року:
|          | Загалом | Допрацездатний вік | Працездатний вік | Постпрацездатний вік |
| -------- | ------- | ------------------ | ---------------- | -------------------- |
| Чоловіки | 71      | 12                 | 51               | 8                    |
| Жінки    | 57      | 5                  | 31               | 21                   |
| Разом    | 128     | 17                 | 82               | 29                   |